# Verdichtungsstoß
Ein Verdichtungsstoß ist ein Begriff aus der Strömungslehre.

## Beschreibung
Er beschreibt eine unstetige (sprunghafte) Änderung des Strömungszustandes, die nur bei überschallschneller Strömung in kompressiblen Medien auftritt:
- Dichte, Druck und Temperatur des Mediums steigen an
- die Strömungsgeschwindigkeit und damit auch die Mach-Zahl sinkt.

Ein Verdichtungsstoß ist nicht verlustfrei und verläuft somit nicht isentrop. Mit der Zunahme der Entropie sinkt der Totaldruck der Strömung.
Nach der Lage der Stoßfront relativ zur Strömungsrichtung unterscheidet man:
- ein senkrechter Verdichtungsstoß bringt Überschallströmung stets auf Unterschall, wobei die Strömungsrichtung beibehalten wird
- ein schräger Verdichtungsstoß verringert die Geschwindigkeit (allerdings nicht zwingend auf Unterschallgeschwindigkeit) und verändert die Strömungsrichtung.

Weiterhin lassen sich Verdichtungsstöße anhand der Mach-Zahl der Strömung nach dem Stoß unterscheiden:
- bei einem starken Verdichtungsstoß sinkt die Mach-Zahl unter 1, die Strömung ist subsonisch.
- bei einem schwachen Verdichtungsstoß sinkt die Mach-Zahl, allerdings bleibt sie über 1, die Strömung bleibt supersonisch.

Verdichtungsstöße entstehen, wenn die Überschallströmung einem Hindernis ausweichen muss oder der Gegendruck zu stark ansteigt, z. B. an einem Unterschall-Triebwerkseinlauf. Da sich Druckstörungen mit der lokalen Schallgeschwindigkeit ausbreiten, kann die Information darüber in einer Überschallströmung nicht stromauf getragen werden. Somit erfolgt eine Anpassung des Strömungszustandes schlagartig mit einem Stoß.

## Schräge Verdichtungsstöße
In der Praxis treten bei transsonischen Strömungen überwiegend schräge Verdichtungsstöße auf. Diese treten unter anderem durch kleine Richtungsänderungen, bedingt durch konkave Ecken, auf. 
Es lässt sich ein eindeutiger Zusammenhang zwischen dem Ablenkungswinkel {\displaystyle \Theta } und dem Stoßwinkel {\displaystyle \beta } herstellen. Es gibt für jeden Ablenkungswinkel zwei mögliche Stoßwinkel.
Eine Lösung beschreibt hierbei den starken Stoß, welcher bei einem sehr starken Druckanstieg auftritt, die andere für den, in der Natur deutlich häufiger auftretenden, schwachen Stoß.